# Leopold Eysymont
Leopold Stanisław Eysymontt (ur. 25 listopada 1781 w Krukówku (powiat augustowski), zm. 27 kwietnia 1852 w Kozłowie pow. garwoliński, kapitan Wojska Polskiego, pisarz i ziemianin, syn Kazimierza i Anny z Nowickich.
Od czasu opublikowania III tomu Herbarza Uruskiego w 1906 roku podawano, że Leopold urodził się w Łomży, jako syn Augustyna i Barbary. Także prof. B. Hryniewiecki w swoim artykule biograficznym w PSB powołał się właśnie na to źródło. Dopiero 5 stycznia 2014 roku dzięki współpracy polskich genealogów Włodzimierza Sroczyńskiego i Sławomira Olczyka udało się znaleźć oryginalną metrykę ślubu, która jednoznacznie zweryfikowała tę nieprawdziwą, a obowiązującą przez ponad stulecie w literaturze fachowej, informację.

## Życiorys
Wywodził się ze szlachty powiatu grodzieńskiego. Uczył się w szkole wojskowej w Grodnie, a następnie na Uniwersytecie Wileńskim. 
Uczestniczył w kampanii 1812 pod dowództwem gen. H. Jominiego, w 1813 brał udział w obronie Modlina, po kapitulacji twierdzy dostał się do niewoli rosyjskiej, w której przebywał do 14 kwietnia 1814.. W randze kapitana przeszedł do armii Księstwa Warszawskiego. 
W roku 1832 osiadł w majątku rodzinnym w Kozłowie pow. garwoliński. Tam poświęcił się naukowej stronie rolnictwa. Z inspiracji Michała Oczapowskiego, w roku 1844 wydał pierwszą w Polsce książkę z dziedziny łąkoznawstwa i melioracji pt. „Sztuczne skrapianie łąk, czyli nawadnianie ich przemysłowe, to jest praktyczna nauka zaprowadzenia i utrzymania łąk skrapialnych, oblewnych albo spławialnych z dodatkiem o zalewie albo zatopie łąk tudzież o obchodzeniu się z łąkami samorodnymi”. W latach następnych zbierał jeszcze materiały do statystyki rolniczej, lecz nie zdążył ich wydać.
Zmarł otoczony powszechnym szacunkiem 27 kwietnia 1852 roku w Kozłowie pow. garwoliński. Pochowany został w Parysowie.

## Rodzina
Miał sześcioro dzieci Karolinę Chmielewską, Mieczysława, Walerię Pniewską, marszałkową garwolińską, Józefę Abramowiczową, Alfreda Włodzimierza oraz Filipinę.